# Freeter
Freeter (jap. フリーター furītā) – japońskie określenie młodych ludzi pozostających bez stałego zatrudnienia – Japońskie Ministerstwo Zdrowia, Pracy i Opieki Społecznej do grupy „freeter” zalicza ludzi pomiędzy 15. a 34. rokiem życia zatrudnionych czasowo lub na pół etatu, poszukujących pracy czasowej lub na pół etatu oraz bezrobotnych (z wyłączeniem gospodyń domowych i studentów), którzy chcieliby podjąć pracę czasową lub na pół etatu.

## Nazwa
Słowo „freeter” pochodzi od jap. フリーター furītā, które pojawiło się w latach 80. XX w. Jest ono przykładem tworzenia nowych słów w japońszczyźnie ze słownictwa obcojęzycznego.
Powstało z połączenia jap. フリー furī (odpowiednik ang. free „wolny”) lub jap. フリーランサー furīransā (odpowiednik ang. freelancer „wolny strzelec”) oraz jap. アルバイター arubaitā „osoba, która podejmuje pracę dorywczą” (z niem. Arbeiter „pracownik”); jap. アルバイト arubaito (od niem. Arbeit) oznacza „fuchę, chałturę, pracę na boku, pracę na część etatu”. Oba określenia – furīransā i arubaitā – odnoszą się do osób niezwiązanych umową o stałą pracę.
Początkowo terminem tym określano młodych ludzi, którzy rozmyślnie nie podejmowali stałej pracy, pomimo wakatów na rynku. Od 2004 roku grupę młodych ludzi bez wykształcenia (ang. education), pracy (ang. employment) i wyszkolenia zawodowego (ang. training) określa się skrótem NEET z ang. No Education, Employment or Training.

## Sytuacja na rynku pracy
Japoński Instytut Pracy wyróżnia dwie grupy „freeter”. Pierwsza grupa obejmuje młodych ludzi odrzucających pracę w korporacjach i związany z tym wyścig szczurów – rezygnujących ze stałego zatrudnienia z wyboru, do drugiej grupy należą ci ludzie, którzy nie mogą znaleźć stałej pracy – z powodu szybkiego rozwoju rynku pracy czasowej. Brak stałego zatrudnienia z wyboru był szczególnie popularny wśród absolwentów szkół wyższych w dużych miastach. Liczba „freeter” na japońskim rynku pracy oscyluje wokół 2 milionów – w latach 2002–2005 utrzymywała się powyżej 2 milionów, by spaść do 1,7 miliona w roku 2008, głównie dzięki zmniejszającej się liczbie „freeter” wśród ludzi pomiędzy 15 a 24 rokiem życia.

## Konsekwencje społeczne i gospodarcze
Konsekwencje społeczne pojawienia się grupy „freeter” to przede wszystkim odłożenie w czasie decyzji o małżeństwie i założeniu rodziny – prace dorywcze są nisko płatne, co nie pozwala młodym na wyprowadzenie się z domu rodzinnego i rozpoczęcie samodzielnego życia. „Freeter” pozostający na utrzymaniu rodziców nazywani są „parasite singles” (w wolnym tłum. pasożytujący kawalerowie/pasożytujące panny) – określenie to zostało wprowadzone w 1999 roku przez japońskiego socjologa Masahiro Yamadę z Tokyo Gakugei University.
Wykształcenie się grupy „freeter” niezainteresowanej pracą w korporacjach spowodowało spadek liczby chętnych do odbywania szkoleń w miejscu pracy – pierwszego etapu kariery korporacyjnej, uważanego za podstawę sukcesu firm japońskich. Skutkuje to problemami z tworzeniem puli nowych wysoko wykwalifikowanych pracowników. Ponadto dla niewyszkolonych „freeter” znalezienie później stałego zatrudnienia stało się niemożliwe. „Freeter” postrzegani są jako zagrożenie dla systemu opieki społecznej – brak stałego zatrudnienia wiąże się z nieodprowadzaniem składek na ubezpieczenia społeczne, co z kolei przyczynia się do pogarszania wpływów do budżetu.